# Мордвічев Андрій Миколайович
Андрій Миколайович Мордвічев (14 січня 1976) — генерал-полковник Збройних сил Російської Федерації, головнокомандувач сухопутними військами ЗС РФ (з 15.5.2025), командувач Центрального військового округу (з 2023). До того — командувач 8-ї гвардійської загальновійськової армії.
Бере участь у російському вторгненні в Україну. З червня 2023 року перебуває під санкціями Євросоюзу, з листопада 2023 року — в санкційних списках України.
Відомий тим, що зробив тактику «м'ясних штурмів» основною для російської армії у війні проти України.

## Біографія
З 19 квітня 2011 року у званні полковника призначено командиром 4-ї окремої танкової бригади.
У 2013 році отримав звання генерал-майора.
У 2013—2014 роках — командир 28-ї окремої мотострілецької бригади Центрального військового округу.
У 2017 році був начальником Південно-Сахалінського гарнізону, приймав парад Перемоги в Південно-Сахалінську на посаді командира 68-го армійського корпусу у званні генерал-майора.
У 2018 році був першим заступником командувача та начальником штабу 41-ї загальновійськової армії Центрального військового округу.
9 травня 2021 у званні генерал-майора і на посаді начальника штабу першого заступника командувача 8-ї гвардійської загальновійськової армії Південного військового округу, був командувачем парадом у Волгограді.
З листопада 2021 року — командувач 8-ї гвардійської загальновійськової армії.

### Російське вторгнення в Україну 2022 року
Брав участь в російському вторгненні в Україну. На початок 2022 року — генерал-лейтенант, на посаді заступника командувача 8-ю армією або командувача. У березні низка українських ЗМІ повідомила, що Мордвічев загинув 18 березня 2022 року на аеродромі в Чорнобаївці. Командував штурмом Маріуполя.
З 16 лютого 2023 року — командувач військ Центрального військового округу.
7 вересня 2023 року — генерал-полковник.
Станом на початок 2024 року — командувач російського угруповання «Центр» (Авдіївський напрямок).
15 травня 2025 року призначений головнокомандувачем сухопутних ЗС РФ.

## Нагороди
- Медаль Суворова[26]
- Орден «За військові заслуги» II ступеня[26]
- 2024 — медаль «Золота зірка»
- 2024 — Герой РФ.